# Neal McDonough
Neal McDonough, född 13 februari 1966 i Boston, Massachusetts, är en amerikansk skådespelare.
Han är gift med Ruvé Robertson sedan 1 december 2003 och har tre barn med henne. Han har fem syskon, fyra systrar och en bror. McDonough hade en framträdande roll i Band of Brothers där han spelade Lynn "Buck" Compton.

## Filmografi
- 1990 – Darkman
- 1991 – Babe Ruth (TV-film)
- 1992 – Bindande bevis (TV-film)
- 1992 – Cruel Doubt (TV-film)
- 1993 – Ambush in Waco: In the Line of Duty (TV-film)
- 1993 – Jack Reed: Badge of Honor (TV-film)
- 1994 – Angels
- 1995 – Den vita dvärgen (TV-film)
- 1995 – Three Wishes
- 1995 – Blue River (TV-film)
- 1996 – One Tough Bastard
- 1996 – Star Trek: First Contact
- 1997 – Murder Live! (TV-film)
- 1997 – Invasion (TV-film)
- 1997 – Fire Down Below
- 1998 – Circles
- 1998 – Telling You
- 1998 – Grace & Glorie (TV-film)
- 1999 – A Perfect Little Man
- 1999 – Ravenous
- 1999 – Ballongfarmen (TV-film)
- 2001 – Your Killing Me
- 2002 – Minority Report
- 2003 – They Call Him Sasquatch
- 2003 – Timeline
- 2004 – Walking Tall
- 2005 – Silent Men
- 2005 – Magnificent Desolation: Walking on the Moon 3D (röst i kort dokumentär)
- 2006 – The Guardian
- 2006 – The Last Time
- 2006 – Flags of Our Fathers
- 2007 – The Hitcher
- 2007 – Brothers Three: An American Gothic
- 2007 – 88 Minutes
- 2007 – Machine
- 2007 – I Know Who Killed Me
- 2008 – Traitor
- 2008 – Forever Strong
- 2009 – Street Fighter: The Legend of Chun-Li
- 2001 – Little Birds
- 2011 – Ticking Clock
- 2011 – Captain America: The First Avenger
- 2012 – The Philly Kid
- 2013 – Company of Heroes
- 2013 – The Prototype
- 2013 – RED 2
- 2013 – Marines 3: Homefront
- 2020 – Sonic the Hedgehog

### TV-serier
- 1991 - China Beach (1 avsnitt)
- 1991 - Quantum Leap (1 avsnitt)
- 1993 - Jack's Place (1 avsnitt)
- 1994 - Duckman: Private Dick/Family Man (röst i 1 avsnitt)
- 1994 - Aaahh!!! Real Monsters (röst i 1 avsnitt)
- 1995 - Cybill (1 avsnitt)
- 1995 - VR.5 (1 avsnitt)
- 1995 - Iron Man (röst i 1 avsnitt)
- 1995 – På heder och samvete (TV-serie) (1 avsnitt)
- 1995 - Klienten (1 avsnitt)
- 1996 - Murphy Brown (1 avsnitt)
- 1996 - På spaning i New York (1 avsnitt)
- 1996 - Moloney (1 avsnitt)
- 1996 - The Incredible Hulk (röst i 5 avsnitt)
- 1996 - Murder One (4 avsnitt)
- 1998 - Diagnosis Murder (2 avsnitt)
- 1999 - Just Shoot Me! (1 avsnitt)
- 1999 - Profiler (1 avsnitt)
- 2000 - Martial Law (3 avsnitt)
- 2001 - Band of Brothers (8 avsnitt)
- 2001 - UC: Undercover (1 avsnitt)
- 2002 - Arkiv X (2 avsnitt)
- 2002 - 2003 - Boomtown (24 avsnitt)
- 2005 - Det tredje skiftet (1 avsnitt)
- 2004-2005 - Medical Investigation (20 avsnitt)
- 2007 - Traveler (6 avsnitt)
- 2007 - Tin Man (3 avsnitt)
- 2008-2009 - Desperate Housewives (24 avsnitt)
- 2010 - Terriers (1 avsnitt)
- 2011 - Law & Order: Criminal Intent (1 avsnitt)
- 2012 – CSI: New York (TV-serie) (1 avsnitt)
- 2012 - Justified (12 avsnitt)
- 2013 - Mob City (6 avsnitt)
- 2014 – Agents of S.H.I.E.L.D. (TV-serie) (1 avsnitt)
- 2014-2019 – Suits (17 avsnitt)
- 2015 – Agent Carter (TV-serie) (1 avsnitt)
- 2015-2016 – Arrow (20 avsnitt)
- 2015-2022 – The Flash (5 avsnitt)
- 2016-2020 – Legends of Tomorrow (21 avsnitt)
- 2019 – Yellowstone (TV-serie) (6 avsnitt)
- 2024 – Tulsa King (10 avsnitt)

### Röst i TV-spel
- 2005 - The Incredible Hulk: Ultimate Destruction
- 2009 - Rouge Warrior
- 2015 - Call of Duty: Black Ops III